# Onderzoek van het Internationaal Strafhof inzake Israël en Palestina
Het onderzoek van het Internationaal Strafhof inzake Israël en Palestina is een onderzoek van het Internationaal Strafhof naar oorlogsmisdaden die door Israëlische en Palestijnse leiders zijn gepleegd in Palestina en Israël sinds 13 juni 2014. Een vooronderzoek startte na jarenlange vertraging op 16 januari 2015. Op 3 maart 2021 werd een volledig onderzoek gestart. Het wordt geleid door de aanklager van het ICC Karim Ahmad Khan.
Al in januari 2009 maakte de Palestijnse Autoriteit de zaak bij het ICC aanhangig, maar het verzoek werd afgewezen omdat Palestina niet als staat werd erkend. De zaak werd in december 2014 alsnog in behandeling genomen, na erkenning van Palestina door de Verenigde Naties. Op 21 november 2024 vaardigde de Pre-Trial Chamber I van het ICC internationale arrestatiebevelen uit voor de Israëlische premier Benjamin Netanyahu en voormalig legercommandant en Minister van Defensie Yoav Gallant op beschuldiging van misdaden tegen de menselijkheid en oorlogsmisdaden. Ook voor de leider van de militaire tak van Hamas Mohammed Deif werd een arrestatiebevel uitgevaardigd op beschuldiging van soortgelijke misdaden. Mogelijk zullen nog meer arrestatiebevelen volgen. Na arrestatie van een verdachte zal deze bij het ICC worden voorgeleid en zal er een strafproces volgen. Israël claimt Deif inmiddels te hebben geliqideerd.

## Toelatingsprocedure voor Palestina

### Eerste verzoek tot onderzoek
Op 21 januari 2009, kort na het conflict in de Gazastrook 2008-2009, deponeerde de Palestijnse Autoriteit (PA) bij het ICC een verklaring, waarin het de rechtsmacht van het Internationaal Strafhof erkende vanaf 1 juli 2002. Amnesty International eiste in maart 2011 onderzoek door het ICC naar oorlogsmisdaden en mogelijke misdaden tegen de menselijkheid, begaan in de Gaza-oorlog van 2008-2009, die binnen deze periode zou vallen. Internationaal was er echter onenigheid over de vraag of Palestina door het ICC kon worden geaccepteerd als staat in de zin van het Statuut.
Strafonderzoeken worden geleid door de aanklager van het ICC, die kantoor houdt in de "Office of the Prosecutor" (OTP). De toenmalig aanklager van het ICC Luis Moreno Ocampo opende een vooronderzoek en publiceerde op 3 april 2012 zijn conclusie dat Palestina op dat moment door meer dan 130 regeringen was erkend als staat, maar door de VN slechts als "waarnemer" en niet als "niet-lid-staat". Palestina had op 23 september 2011 wel een verzoek ingediend voor toelating als lidstaat, maar de VN-Veiligheidsraad had daartoe geen positieve aanbeveling geleverd. Palestina kon derhalve nog niet door het ICC als lidstaat worden erkend.

### Tweede verzoek tot onderzoek
Op 29 november 2012 erkende de VN middels resolutie 67/19 als niet-lid waarnemerstaat. Vanaf dat moment kreeg Palestina het recht toe te treden tot het Verdrag van Rome. Pas tijdens de Gaza-oorlog van 2014 maakte de Palestijnse Autoriteit aanstalten om zich aan te sluiten bij het ICC. Zij waren daartoe alleen bereid als Hamas en Islamitische Jihad de aanvraag mee wilden ondertekenen. Volgens Al-Haq waren die daartoe bereid. Op 25 juli 2014 zond volgens Al Jazeera de Minister van Justitie Saleem al-Saqqa een verzoek om een onderzoek naar oorlogsmisdaden naar het ICC. Volgens een uitgelekt document werd de aanvraag niet gehonoreerd, omdat hij niet was ondertekend door het staatshoofd (Mahmoud Abbas), het hoofd van de regering of de Minister van Buitenlandse Zaken. Op 5 augustus reisde de Minister van Buitenlandse Zaken Riad Malki af naar Den Haag om de aanvraag te bespreken. Het ICC ontkende een officieel document van Palestina te hebben ontvangen over acceptatie van de jurisdictie van het Hof of een verzoek tot opening van een onderzoek naar misdaden.
Op 9 december 2014 accepteerde het ICC de status van Palestina als staat, zodat alsnog een verzoek kon worden ingediend. Op 1 januari 2015 deponeerde de regering van Palestina bij het ICC opnieuw een verklaring toe te willen treden tot het Verdrag van Rome, wat per 2 januari in ging. Als reactie op het Palestijnse verzoek stopte Israël onmiddellijk met de betaling van de belastingen ter hoogte van zo'n 120 miljoen dollar per maand, die als bezettingsmacht namens de Palestijnse Autoriteit werden geïnd conform het Paris Protocol in de Oslo-akkoorden.

## Vooronderzoek
Op 16 januari 2015 opende de toenmalig aanklager Fatou Bensouda een vooronderzoek. De jurisdictie van het ICC werd vastgesteld als het grondgebied in de Bezette Palestijnse gebieden, inclusief Oost-Jeruzalem. De te onderzoeken periode zou lopen vanaf 13 juni 2014, de datum waarop Palestina de erkenning had laten ingaan, waardoor ook de oorlogsmisdaden in de Gaza-oorlog van 2014 konden worden meegenomen. Een eventueel onderzoek zou starten op een nog nader te bepalen datum. Minister van Buitenlandse Zaken Avigdor Lieberman veroordeelde de aankondiging van het ICC als "schandalig" en Netanyahu noemde het een "cynische manipulatie van het ICC door de Palestijnen, om de joodse staat het recht te ontzeggen zich te verdedigen tegen oorlogsmisdaden, terwijl het ICC juist was opgericht om terrorisme te voorkomen."
Op 20 december 2019 maakte de aanklager bekend dat een onderzoek kon worden gestart, maar dat zij eerst nog met voorrang de Pre-Trial Chamber I (afgekort als 'Chamber' of 'PTC') wilde raadplegen over de territoriale reikwijdte ervan. Deze nodigde belanghebbende partijen uit om hun visie op de zaak te geven. Op 5 februari 2021 bracht de Pre-Trial Chamber I verslag uit  van de reacties van deze partijen en bepaalde dat de jurisdictie van het ICC op grond van VN-resoluties reikt tot de Bezette Palestijnse gebieden, zijnde Gaza en de Westoever, inclusief Oost-Jeruzalem.

## Start onderzoek
Op 3 maart 2021 kondigde de aanklager aan dat het ICC na vijf jaar vooronderzoek misdaden tegen zowel Palestijnse als Israëlische slachtoffers zou gaan onderzoeken vanaf 13 juni 2014. Bensouda zei dat er voldoende basis was om oorlogsmisdaden door de IDF en leden van Hamas en andere Palestijnse gewapende groepen te onderzoeken, alsmede oorlogsmisdaden gepleegd door leden van de Israëlische autoriteiten op de bezette Westoever. Israël en de Verenigde Staten wezen een onderzoek af; de Palestijnse autoriteiten, inclusief Hamas juichten het toe. Achter de schermen werkten Israëlische beambten aan ondermijning van het Hof door het onderzoek tegen te werken en te vertragen en de impact te beperken. Benjamin Netanyahu noemde het onderzoek een antisemitische aanval op de enige joodse staat en de beslissing om het onderzoek te starten "onvervalst antisemitisme en het hoogtepunt van hypocrisie".
Op 16 juni 2021 werd het onderzoek overgenomen door Karim Ahmad Khan, die Bensouda als aanklager opvolgde voor een nieuwe termijn van 9 jaar. In tegenstelling tot zijn voorgangster maakte Khan direct een prioriteit van het onderzoek. Hij installeerde een speciaal team om het onderzoek te versnellen en maakte voor 2023 een budget vrij van een miljoen euro. Hij verzocht de internationale gemeenschap het project met aanvullende fondsen te ondersteunen. Hij creëerde ook de speciale website OTPLink, waar een ieder desgewenst anoniem ICC-gerelateerde misdaden kan melden (niet alleen over Israël/Palestina).
In oktober 2022 verzocht B’Tselem aanklager Khan met spoed in te grijpen bij acties van Israël op de Westoever, bedoeld om Palestijnse gemeenschappen in de Heuvels van Hebron en Masafer Yatta uit hun huizen en van hun land te verdrijven door middel van dagelijkse aanvallen van het leger en kolonisten uit de Israëlische nederzettingen. B’Tselem beschuldigde Israël ervan bezig te zijn met het uitvoeren van een oorlogsmisdaad door overtreding van artikel 8.2.a.vii van het Statuut van Rome (onwettige deportatie of verplaatsing of onwettige opsluiting). De verdrijving was goedgekeurd door het Israëlisch Hooggerechtshof. B’Tselem stelde premier Benjamin Netanyahu, toenmalig defensieminister Benny Gantz, opperbevelhebber Aviv Kochavi, de legercommandant, het hoofd van de Civil Administration en het Hooggerechtshof aansprakelijk.

## Eerste voorstel voor arrestatiebevelen

### Trigger Gazaoorlog 2023-2024
Op 12 oktober 2023, in de eerste week van de Gazaoorlog van 2023-2024, waarschuwde de aanklager, Karim Ahmad Khan, dat mogelijke oorlogsmisdaden door Hamas in Israël en door Israël in Gaza door het ICC konden worden onderzocht, ook al had Israël zich niet aangesloten bij het ICC.
Op 17 november maakte de aanklager bekend dat hij een gezamenlijk verzoek had ontvangen van Zuid-Afrika, Bangladesh, Bolivia, de Comoren en Djibouti om in Palestina onderzoek te doen naar vermeende nieuwe oorlogsmisdaden en een of meer specifieke personen die hiervoor verantwoordelijk konden worden gesteld. Hij zei dat hij reeds een significante hoeveelheid informatie en bewijsmateriaal had verzameld over misdaden die daar waren begaan door zowel Israëli's als Palestijnen. Khan deed een oproep aan alle bij het Hof aangesloten staten om het onderzoek te ondersteunen. Op 18 januari 2024 deden Chili en mexico een soortgelijk verzoek.

### Voorstel voor arrestatiebevelen mei 2024
Op 20 mei 2024 publiceerde aanklager Khan de door hem op basis van bewijzen voorgestelde door het ICC uit te vaardigen arrestatiebevelen voor drie leiders van Hamas, Yahya Sinwar, Mohammed Diab Ibrahim al-Masri alias Mohammed Deif en Ismail Haniya, alsmede voor de Israëlische premier Benjamin Netanyahu en zijn defensieminister Yoav Gallant, voor oorlogsmisdaden en misdaden tegen de menselijkheid. Hij zei bij voldoende aanwijzingen voor misdaden nog meer arrestatiebevelen voor te gaan leggen.
De Hamasleiders werden er onder meer van beschuldigd verantwoordelijkheid te dragen voor
uitroeiing, moord, gijzeling, seksueel geweld en marteling volgens de definities van het Verdrag van Rome. Ze werden ervan beschuldigd de Hamas-aanval in Israël op 7 oktober 2023 te hebben gepland en te hebben aangezet tot uitvoering ervan.
De Israëlische leiders werden onder meer van beschuldigd van uithongering van burgers als oorlogswapen, opzettelijk veroorzaken van groot lijden, ernstige verwonding en wrede behandeling als oorlogswapen, opzettelijke doding en moord en directe aanvallen op een burgerpopulatie en 'uitroeiing en/of moord, inclusief in de context van doden door uithongering' en vervolging, eveneens allemaal volgens de definities van het Verdrag van Rome.
De aankondiging stelt dat het gaat om een internationaal gewapend conflict tussen Israël en Palestina, parallel aan een niet-internationaal gewapend conflict tussen Israël en Hamas. Bij Hamas en andere gewapende groepen gaat het bij de beschuldiging om misdaden die deel uitmaakten van een wijdverspreide en systematische aanval op de civiele bevolking van Israël; bij Israël om misdaden die deel uitmaakten van een wijdverspreide en systematische aanval op de civiele Palestijnse bevolking op grond van staatspolitiek.

### Eerste Israëlische reacties
Israël noemde de aankondiging een "vleesgeworden absurditeit", een "dwaasheid van de hoogste orde". Hij noemde de beslissing "moreel verdraaid", omdat Israël het slachtoffer is van misdaden van Hamas en "de aanvallers gelijk worden gesteld aan de aangevallenen". Het persbericht zei dat Israël handelt volgens het internationaal recht en blijft doorgaan met zijn pogingen om humanitaire hulp naar de Gazaanse bevolking door te sturen. Karim Khan's beschuldigingen noemde het ongegrond, het internationaal recht verdraaiend en het Hof zelf vertrappend. Het zei dat Israël de jurisdictie van het ICC over dit conflict niet erkent.
Netanyahu zei dat Khan bloedsprookjes verspreidde en hardvochtig olie op het vuur van antisemitisme goot en plaats nam onder de grote antisemieten in moderne tijden. Hij vergeleek hem met de Duitse rechters in Nazi-Duitsland. Hij beloofde "de vijanden van Israël, inclusief de collaborateurs in Den Haag", dat Israël zal doorgaan met de oorlog tegen Hamas totdat de oorlog is gewonnen.
President Isaac Herzog zei dat het trekken van parallellen tussen wrede terroristen en de democratisch gekozen regering van Israël schandalig is en door niemand kan worden geaccepteerd. Minister Benny Gantz noemde "het trekken van parallellen tussen een democratisch land en verachtelijke terreurleiders van een bloeddorstige organisatie" een "diepe vervorming van het recht en een klinkklaar moreel bankroet". Defensieminister Yoav Gallant omschreef de arrestatiebevelen als een schandelijke poging om in te grijpen in de oorlog. Hij zei dat het een poging was om Israël te beroven van het recht op zelfverdediging en bevrijding van de gijzelaars. Hij noemde de vergelijking van Israël met Hamas "verachtelijk en walgelijk". Minister Bezalel Smotrich noemde de aankondiging "Nazi propaganda" en een show van hypocrisie en jodenhaat.
Mensenrechtenorganisatie B'Tselem zei dat dat het tijdperk van straffeloosheid voor Israël voorbij is. B'Tselem zei dat het "Israëls snelle afdaling in een morele afgrond" markeerde.

### Eerste Palestijnse reacties
Het Gaza Mediabureau verwelkomde de arrestatiebevelen voor de Israëlische leiders, maar veroordeelde die voor de Hamas-leiders. Hamas zei dat de beslissing zeven maanden te laat kwam en dat Khan de slachtoffers gelijkstelde aan de beulen. Mustafa Barghouti van het Palestijns Nationaal Initiatief noemde het een eerste stap om Israël verantwoordelijk te stellen voor de "genocide tegen de Gazanen".
Al-Haq, Al Mezan en PCHR noemden de beslissing een cruciale stap om de straffeloosheid voor Israëls oorlog tegen Gaza te stoppen en zeiden dat genocide aan de beschuldigingen moet worden toegevoegd. Addameer verwelkomde de aankondiging ook, maar zei dat geen rekening was gehouden met oorlogsmisdaden van Israëlische burgers en beambten van vóór (de door Khan genoemde datum) 8 oktober 2023. Addameer riep op om ook arrestatiebevelen uit te vaardigen tegen onder andere militaire commandanten die verantwoordelijk waren voor oorlogsmisdaden tegen Palestijnse gevangenen, inclusief martelingen. Dit gold ook voor andere superieuren, zoals minister Ben Gvir, de (ex)gevangenis-directeuren Kobi Yaakobi en Katy Perry en andere verantwoordelijken binnen het gevangenissysteem.

## Verdere ontwikkelingen in het proces (2024)

### Extra inspraakronde
Op 27 juni 2024 stemde de Pre-trial Chamber I van het ICC in met een verzoek van Verenigd Koninkrijk om een amicus curiae-observatie over de kwestie te mogen indienen, conform 'Rule 103' van de regels voor de procedure. Het VK trok in twijfel dat het ICC jurisdictie heeft over Israëlische burgers waarover Palestina volgens de Oslo-akkoorden geen gezag heeft met betrekking tot door hen geplaagde misdaden. Uiterlijk 12 juli moest de observatie zijn ingediend. Op 4 juli verleende het Hof uitstel van de inzendtermijn tot 26 juli, vanwege de algemene verkiezingen in het VK. Voor andere derde partijen werd dezelfde termijn toegestaan voor het inzenden van 'amicus curiae-observaties'.
Op 22 juli publiceerde het ICC een definitieve lijst van ingewilligde verzoeken om een observatie te mogen insturen. De uiterste inzenddatum was 6 augustus. Op 30 juli en 7 augustus werd een aangepaste lijst gepubliceerd en de uiterste inzenddatum gewijzigd in 12 augustus. Een aantal vertegenwoordigers van slachtoffers mocht vóór dezelfde datum een observatie conform artikel 68.3 van het Statuut van Rome indienen. Michael Lynk en Richard Falk bekritiseerden deze extra stap in de procedure. In hun gezamenlijke observatie schreven zij dat 'Rule 103'-observaties zeer ongebruikelijk zijn en in deze context gewoonlijk worden afgewezen. Het betekende een significante vertraging van de procedure, in een extreem urgente situatie.
De Pre-trial Chamber I bepaalde op 9 augustus, dat de observaties van de openbaar advocaat voor de verdediging tot uiterlijk 16 augustus konden worden ingediend en openbaar moesten worden gemaakt, en een gebundelde reactie van de aanklager van het ICC op alle observaties op 26 augustus binnen moest zijn. Op 23 augustus publiceerde de aanklager de gevraagde samenvatting. Met uitzondering van de vier annexen werd deze response openbaar gemaakt. De aanklager wees alle bezwaren ten gunste van Israël van de hand en drong er bij de Chamber op aan de arrestatiebevelen met het oog op de catastrofale situatie in Gaza zonder uitstel uit te vaardigen.

### Bezwaren van Israël
In de eerste helft van september diende Israël onder artikel 18(1) van het Statuut twee verzoeken in om verlenging van de mogelijkheid om observaties in te dienen. De aanklager stelde de PTC voor om deze af te wijzen. Op 23 september stelde Israël onder artikel 19(2)de jurisdictie van het ICC in twijfel. Als argumenten werd aangevoerd dat de staat Palestina geen soevereiniteit over de Westoever en de Gazastrook zou hebben, er geen territorium van een staat in de zin van het Statuut van Rome zou zijn en dat Palestina op grond van de Oslo-akkoorden geen bevoegdheden aan het ICC zou kunnen overdragen. Israël beweerde ook dat het "zeer is toegewijd aan het voorkomen en bestraffen van iedere schending van internationaal humanitair en internationaal strafrecht". Op 27 september wees de aanklager ook deze argumenten van de hand. De aanklager suggereerde bij de OPT dat Israël's verzoek openbaar zou moeten worden gemaakt in het algemeen belang. Op 7 oktober verzocht Israël hierop een reactie te mogen leveren. Op 21 november wees de OPT in lijn met de opinie van de aanklager ook dit verzoek af.
De juridische vertegenwoordigers van de slachtoffers in Gaza, Legal Representatives of Victims (LRVs), dienden op 28 oktober bij de PTC een verzoek in, waarin zij Israël's verzoek van 23 september betwistten. De LRVs bekritiseerden het feit dat het bezwaar van Israël niet op de website van het ICC was vermeld en zij er via een tweet op X op 7 oktober van moesten vernemen. Zij waren ook niet rechtstreeks hierover geïnformeerd, evenmin waren de slachtoffers geïnformeerd over de procedure hieromtrent. Documenten van de OPT werden op 10 oktober openbaar gemaakt. De LRVs stelden dat Israël's werkelijk doel was, om obstructie te voeren tegen het tijdig leveren van gerechtigheid.
Op 25 oktober werd de PTC-rechter Osvaldo Zavala Giler wegens ziekte vervangen
door rechter Beti Hohler. Op 11 november verklaarde Israël tegenover de PTC de onpartijdigheid van Hohler te betwijfelen. Op 20 november leverde rechter Hohler informatie over haar eerdere werkzaamheden.

### Eerste arrestatiebevelen (november 2024)
Op 21 november 2024 vaardigde de Pre-Trial Chamber I de arrestatiebevelen uit voor Benjamin Netanyahu, Yoav Gallant en Mohammed Deif, hoewel het onzeker was of laatstgenoemde nog in leven was. Omdat het betreffende gedrag van Israël nog altijd voortduurde en Hamas nog altijd een aantal gijzelaars vasthield, besloot de PTC de bevelen openbaar te maken in het belang van de slachtoffers en hun familie. Het ICC onderzoekt of er nog meer arrestatiebevelen zullen worden uitgevaardigd.
Netanyahu en Gallant worden beschuldigd van misdaden tegen de menselijkheid en oorlogsmisdaden gedurende ten minste de periode tussen 8 oktober 2023 en 20 mei 2024. Op laatstgenoemde datum diende de aanklager Karim Khan de voorstellen voor arrestatiebevelen in. Over de periode ervoor en daarna kunnen nog aanvullende verzoeken volgen. De Chamber oordeelde dat er redelijke gronden zijn om te geloven dat Netanyahu en Gallant, samen met andere daders, verantwoordelijk zijn voor de "oorlogsmisdaad uithongering als middel van oorlogsvoering" en "de misdaden tegen de menselijkheid moord, vervolging en andere onmenselijke daden". Daaronder de "misdadige verantwoordelijkheid als civiele superieuren voor de oorlogsmisdaad van het opzettelijk leiden van een aanval op de burgerbevolking". Het betreft activiteiten van Israëlische regerings-instanties en het leger tegen de Palestijnse burgerbevolking, in het bijzonder die van Gaza.
Hamas-leider Deif, officiële naam 'Mohammed Diab Ibrahim Al-Masri', wordt beschuldigd van misdaden tegen de menselijkheid en oorlogsmisdaden vanaf ten minste 7 oktober 2023, de dag van de Hamas-aanval in Israël. De Chamber oordeelde dat er redelijke gronden zijn om te geloven dat Deif als hoogste commandant van de militaire vleugel van Hamas sinds 7 oktober verantwoordelijk was voor de misdaden tegen de menselijkheid en oorlogsmisdaden van onder meer moord, uitroeiing, marteling en sexueel geweld en ontvoering. De Chamber gelooft dat hij de misdaden samen met en via anderen heeft uitgevoerd en dat er sprake was van een wijdverspreide en systematische aanval op de burgerbevolking van Israël.
Op 2 augustus was de procedure rond Ismail Haniyeh stopgezet, nadat deze was geliquideerd door het Israëlische leger. Deze beslissing werd op 9 september openbaar gemaakt. Ook tegen Hamasleider Yahya Sinwar werd om dezelfde reden geen arrestatiebevel uitgevaardigd; op 25 oktober werd het voorstel voor hem niet-publiekelijk ingetrokken. Doordat Israël de Hamas-leiders zonder proces heeft geliquideerd, hebben zij zich niet tegen de beschuldigen kunnen weren.

## Tegenwerking
Na de aankondiging van het ICC in januari 2015 van de start van het vooronderzoek, zei Israël een lobby te gaan starten bij de 122 donorlanden van het ICC om de financiering te stoppen.

### Achtervolging aanklager Bensouda
In februari 2015, enkele weken nadat de start van het vooronderzoek door het ICC was verkondigd, werd aan toenmalig aanklager Fatou Bensouda op haar prive-adres door twee onbekenden een envelop met geld en een briefje met een Israëlisch telefoonnummer overhandigd. Dit werd als een subtiele bedreiging opgevat. Volgens een onderzoek van The Guardian werd vanaf het begin van de zaak een operatie tegen het ICC geleid door Yossi Cohen, die door Netanyahu in 2016 als hoofd van de Israëlische geheime dienst Mossad was aangesteld. Cohen zou Bensouda in 2017 voor het eerst persoonlijk hebben ontmoet op een veiligheidsconferentie. De Mossad kreeg hulp van Joseph Kabila, de toenmalig president van DR Congo. Bensouda werd vervolgens telefonisch gestalkt en naarmate duidelijker werd dat zij zich niet liet beïnvloeden ging dit over in bedreigingen en manipulatie.
In de periode december 2019 tot maart 2021, toen de Pre-Trial Chamber I het volle onderzoek voorbereidde, werden volgens meerdere bronnen pogingen gedaan om Bensouda er toe te bewegen het onderzoek niet te starten. Cohen bezocht Bensouda meermaals en zijzelf en haar familie werden bedreigd. In die periode legde de regering van VS-president Donald Trump beperkingen en sancties op aan Bensouda. Telefoon- en emailverkeer tussen Bensouda's team en Palestijnen werd door Israël gehackt.

### Achtervolging Palestijnse organisaties
Vanaf 2015 werd de Gazaanse mensenrechtenorganisatie Al Mezan geconfronteerd met intimidatie, treiterijen en bedreigingen, waaronder verdachte emails en Facebook-berichten, ook aan medewerkers en donoren van de organisatie. De bedreigingen waren vooral gericht tegen medewerkers die in Europa aan onderzoeken meewerkten, met begeleidende foto's van hun woningen. Rond augustus 2016 kreeg een stafmedewerker doodsbedreigingen voor hem en zijn familie. De bedreigingen werden in verband gebracht met de aanklacht bij het ICC.
In februari en maart 2016 kreeg Al-Haq's onderzoeksmedewerkster Nada Kiswanson, werkzaam bij het ICC, evenals familieleden in Zweden, maandenlang doodsbedreigingen en andere intimidaties. Personeel werd bestookt met berichten dat zij naar een nieuwe baan moesten zoeken wegens financieringsproblemen. Internationale donoren van Al-Haq werden berichten toegezonden die valselijk suggereerden dat de organisatie werd onderzocht voor corruptie.

### Achtervolging van andere partijen
Israëls geheime dienst volgde naast talrijke functionarissen van het ICC, zoals aanklager Khan en zijn voorgangers, ook functionarissen van de VN en van Palestijnse mensenrechten-organisaties die informatie aan het ICC leverden in verband met deze zaak. Er werden door de Shin Bet en de Unit 8200 telefoongesprekken, berichten, emails en documenten onderschept (telefoon en internet met Gaza en Westoever worden door Israël gecontroleerd en fysieke toegang tot het gebied wordt het ICC ontzegd, waardoor geen persoonlijk contact mogelijk is). In Palestina werd ook Pegasus spyware ingezet. De informatie werd gebruikt bij geheime  achterkamergesprekken tussen Israël en het ICC. De Israëlische militaire inlichtingendienst werd direct aangestuurd door het ministerie van Netanyahu. Aan de hand van de verzamelde informatie opende Israël met terugwerkende kracht eigen onderzoeken naar incidenten die onderwerp van de zaak waren. Hiermee werd getracht deze tot het eigen legale systeem terug te brengen en zo het ICC te omzeilen, aangezien het ICC alleen een onderzoek mag openen nadat is gebleken dat de staat zelf geen serieus onderzoek naar de misdaden heeft gedaan en de daders heeft berecht. De Nederlandse regering zei dat het aan het ICC is, om te bepalen of er sprake is van "onafhankelijke en onpartijdige gerechtelijke procedures en niet om schijnvertoningen die slechts tot doel hebben om verdachten af te schermen."
Bij terugkomst na een overleg met de aanklager werd op 21 maart 2021 de Palestijnse minister van Buitenlandse Zaken Riyad Malki met zijn delegatie aan de Jordaanse grens vastgenomen en verhoord door het Israëlische leger. Zijn 'VIP card' en die van twee topambtenaren werden afgenomen. Hem werd gezegd dat het onderzoek voor Israël een 'rode lijn' was en dat bij voortgang sancties zouden volgen. Twee speciale rapporteurs van de VN-mensenrechtenraad spraken hun diepe bezorgdheid uit over dreigementen van Mike Pompeo en John Bolton met maatregelen tegen het ICC, als dit door zou gaan met het onderzoeken van oorlogsmisdaden die gepleegd zouden zijn door de VS, Israël of andere bondgenoten van de VS.
Toen op 28 april 2024 geruchten rond gingen dat er arrestatiebevelen aan zaten te komen, riep Netanyahu de hulp in van de Amerikaanse president Biden. De volgende dag kondigde het Amerikaanse Congres zware sancties tegen het Hof en haar medewerkers aan als dit zou gebeuren. Israël dreigde met ingrijpende sancties tegen de Palestijnse Autoriteit. Aanklager Khan maakte melding van bedreiging en intimidatie jegens het ICC. Op 17 mei uitte het ICC zijn zorgen over publieke uitingen, bedoeld om de onafhankelijkheid, integriteit en onpartijdigheid van het Hof te ondermijnen. Bij een aantal was er sprake van bedreigingen van wraak op het Hof en zijn beambten.

### Reacties op de tegenwerking
Een groep van 26 experts van de VN-mensenrechtenraad sprak in een persverklaring op 10 mei 2024 hun ongenoegen uit over bedreigingen van de VS en Israël aan het adres van het ICC en diens leden en hun familieleden. Ze hekelden ook het dreigement van Israël om gelden van de Palestijnse Autoriteit in te houden. Op 22 mei schreven 121 organisaties wereldwijd een open brief aan president Joe Biden, waarin zij opriepen de ondermijning van het ICC te stoppen.
In juni 2024 maakte het kabinet bekend dat de Israëlische ambassadeur was ontboden om opheldering te geven over de berichtgeving over spionage- en intimidatiecampagnes sinds 2015. Opvallend is, dat dit pas bekend werd gemaakt na de onthullingen in de Guardian en nadat er Kamervragen over waren gesteld. Het 'zorgengesprek' met de ambassadeur vond plaats op een wat lager niveau dan een officiële ontbieding.